# تپه باوانه
تپه باوانه مربوط به دوران‌های تاریخی پس از اسلام است و در شهرستان شازند، بخش مرکزی، روستای غینر واقع شده و این اثر در تاریخ ۹ اردیبهشت ۱۳۸۲ با شمارهٔ ثبت ۸۵۷۴ به‌عنوان یکی از آثار ملی ایران به ثبت رسیده است.